# Multifokális ellipszis

Három megadott fókusszal rendelkező n-ellipszisek. A távolságok nem lineárisan skálázódnak.

A matematika, azon belül a geometria területén az n-ellipszis az ellipszis olyan általánosítása, ami a megszokott két fókusztól eltérő számú fókuszt is megenged. Az  n-ellipszisek további elnevezései a multifokális ellipszis, poliellipszis, egglipse, k-ellipszis, és Tschirnhaus'sche Eikurve (Ehrenfried Walther von Tschirnhaus után). Elsőként James Clerk Maxwell tanulmányozta őket, 1846-ban.
Ha a síkban megadunk n darab fókuszpontot ui, vi koordinátáikkal, egy n-ellipszis a síkban azon pontok mértani helye, melyek az n fókuszponttól mért távolságösszege egy d konstanssal egyezik meg. Matematikai képlettel:
{\displaystyle \left\{(x,y)\in \mathbf {R} ^{2}:\sum _{i=1}^{n}{\sqrt {(x-u_{i})^{2}+(y-v_{i})^{2}}}=d\right\}.}
Az 1-ellipszis a körrel egyezik meg, a 2-ellipszis pedig a klasszikus ellipszissel. Mindkettő 2 fokszámú algebrai görbe.
Bármely n fókuszszámra igaz, hogy az n-ellipszis zárt, konvex görbe.p. 90 A görbe sima, kivéve ha keresztülmegy az egyik fókuszon.p.7
Az n-ellipszisről általánosságban elmondható, hogy egy konkrét algebrai egyenletet kielégítő pontok részhalmaza alkotja.Figs. 2 és 4; p. 7 Ha n páratlan, a görbe algebrai fokszáma {\displaystyle 2^{n}}, míg ha n páros, a fokszám {\displaystyle 2^{n}-{\binom {n}{n/2}}}.Thm. 1.1

## Fordítás
- Ez a szócikk részben vagy egészben a N-ellipse című angol Wikipédia-szócikk ezen változatának fordításán alapul.  Az eredeti cikk szerkesztőit annak laptörténete sorolja fel. Ez a jelzés csupán a megfogalmazás eredetét és a szerzői jogokat jelzi, nem szolgál a cikkben szereplő információk forrásmegjelöléseként.